# Мастандреа, Валерио
Валерио Мастандреа (итал. Valerio Mastandrea; род. 14 февраля 1972, Рим, Италия) — итальянский актер кино и телевидения. Многократный номинант и лауреат ряда международных фестивальных и профессиональных кинонаград.

## Биография
Валерио Мастандреа родился 14 февраля 1972 года в Риме. В 1990-х годах, будучи студентом философского факультета, он принимал участие в телевизионном вечернем ток-шоу Маурицио Костанцо на Canale 5, благодаря чему снискал определенную популярность.
В кино Мастандреа дебютировал в 1996 году небольшой ролью Марчелло в телесериале «Юноши у стены». После ряда эпизодических работ на сцене театра и в кино у актера произошел настоящий прорыв с ролью Тарчизио в фильме 1995 года «Палермо-Милан: Билет в одну сторону» режиссера Клаудио Фрагассо. В 1997 году он получил свою первую главную роль Уолтера Верра в фильме «Пропащие» режиссера Давид Феррарио (итал. Tutti giù per terra).
В 2009 году Валерио Мастандреа снялся в музыкальной мелодраме «Девять» американо-итальянского производства от режиссера Роба Маршалла. Его партнерами по съемочной площадке стали Дэниел Дэй-Льюис, Джуди Денч, Николь Кидман, Марион Котийяр, Пенелопа Крус и Софи Лорен. Фильм-мюзикл «Девять» получил четыре номинации на «Оскара» и пять на «Золотой глобус».
В 2010 году на церемонии вручения итальянской национальной кинопремии «Давид ди Донателло» Валерио Мастандреа получил своего первого «Давида» как лучший актер за роль в фильме «Первое прекрасное». В 2013 году он получил сразу две награды — как лучший актер за работу в фильме «Эквилибрист» и как лучший актер второго плана в ленте «Да здравствует свобода».
Международную популярность принес актеру фильм «Идеальные незнакомцы» (2016) режиссера Паоло Дженовезе, где Валерио исполнил одну из ведущих ролей и был отмечен за нее специальной премию «Серебряная лента» от Итальянского национального синдиката киножурналистов.
В 2017 году на экраны вышел фильм Паоло Дженовезе «Место встречи», где Валерио Мастандреа сыграл главную роль — таинственного незнакомца, который выполняет любые желания людей, но только после того, как те выполнят его ужасные задачи. За эту роль актер был номинирован на премию «Давид ди Донателло» 2018 года в категории «Лучший актер».
В 2019 году Мастандреа получил приз «Серебряный Георгий» ММКФ за режиссуру фильма «Она смеется».